# Ödön Bodor
Pour les articles homonymes, voir Bodor.
Dans le nom hongrois Bodor Ödön, le nom de famille précède le prénom, mais cet article utilise l’ordre habituel en français Ödön Bodor, où le prénom précède le nom.
Ödön Bodor ([ˈødøn], [ˈbodoɾ]), né le 24 janvier 1882 à Kapuvár et décédé le 22 janvier 1927 à Budapest, est un athlète et footballeur hongrois. Son club était le BPTTSE.

## Biographie
Il exerce sur les courses de demi-fond.
Il est également footballeur, il joue un match avec l'équipe nationale de Hongrie en 1903

### Palmarès
| Date | Compétition           | Lieu    | Résultat | Épreuve                  | Performance  |
| ---- | --------------------- | ------- | -------- | ------------------------ | ------------ |
| 1908 | Jeux olympiques d'été | Londres | 4e       | 800 mètres               | 1 min 55 s 4 |
| 1908 | Jeux olympiques d'été | Londres | 3e       | Relais olympique (800 m) | 3 min 32 s 5 |

### Records
| Épreuve      | Performance  | Lieu    | Date |
| ------------ | ------------ | ------- | ---- |
| 400 mètres   | 51 s 7       |         | 1908 |
| 800 mètres   | 1 min 55 s 4 | Londres | 1908 |
| 1 500 mètres | 4 min 14 s 0 |         | 1908 |